# Jan Pool
Jan Pool (Den Ham, 22 september 1966) is een Nederlands programmamaker, regisseur en scenarioschrijver. Als regisseur werkt hij voornamelijk mee aan dramaseries, documentaires en jeugdprogramma's. Daarnaast schrijft hij voor tv, film en toneel.

## Biografie
In zijn jeugd schrijft Pool voor regionale kranten. Hij is van plan om journalist te worden, maar dit komt er niet van. Na bij een jongerenorganisatie in aanraking te zijn gekomen met het maken van audiovisuele producties gaat hij uiteindelijk aan de slag als productieassistent in Hilversum. Later krijgt hij een vaste baan als programmamaker.
Uiteindelijk wordt hij zelfstandig regisseur en werkt hij mee aan uiteenlopende programma's.

## Filmografie

### Televisie
| - Letterland (AVRO) - Tien lastige vragen (AVRO) - De Museumbende (AVRO) - Oppassen & Wegwezen (AVRO) - Sela live in Utrecht (Ecovata) - Het Traject (EO) - Henny zoekt God (EO, 2003) - Wilma zoekt God (EO) - Willibrord zoekt God (EO) - Huize Huisman (EO) - Een goed begin (EO) - Wittewierum (EO) - Ask the Earth (EO) - Henny zoekt God op Bonaire (EO) - Kinderkoninginnedag (EO) - Faces at the window (EO) - Multiple Voice (EO) - Mir@kel (EO) - Opa en Oma verkiezing van het jaar (EO) - Elly en de Wiebelwagen (EO, 2006) - Xnoizz Flevo Festival (EO, 2009 & 2011) - Retourtje Israël (EO, 2011) - IJSSTRIJD! (IDTV) - Begane grond (IKON) - Pasen op Schokland (IKON, 2000) - In de schaduw van het nieuws (KRO, 2010, 2011) | - Lekker Briesje (KRO, 1996) - De Wandeling (KRO) - Nachtgedachten (KRO) - Daar word ik stil van (KRO) - Markant Nederland (KRO) - ZigZag Online (KRO) - Geld speelt geen rol (KRO) - KRO's kindertijd (KRO) - In de Schaduw van het Nieuws (KRO) - Tussen Hemel en Aarde (KRO) - Vanaf vandaag is het Kerst (KRO) - Geestkracht 11 (NCRV) - Flevospecials (NCRV) - Veertig! (NCRV) - Wat is jouw kerstboodschap? (NCRV) - Z@pplive (NCRV, 2012) - 3D Wereldspel (NPS) - I love the 90's (NPS) - 3D Wereldspel (3D World Quiz, NPS) - Kruispunt (RKK) - Studio RKK (RKK) - God voor soapies (RKK) - Katholieke jongerendag (RKK, 2011) - Kerstconcert de Kast & Friends (RKK, 2011) - Eeuwigh gaat voor oogenblick (RKK, 2012) - Staverman ziet alles (RTL 4) | - Eerlijk is Eerlijk (RTL 4) - RUR (SBS6) - Louter Lenferink (SBS6) - De droom van Dick Bruna (Socutera) - Omega Code (ZAPP, 2009) - Checkpoint (ZAPP, 2009-2012) - De Gilfactor (ZAPP, 2012) - Z@pp Your Planet Battle (ZAPP, 2012) - Kerst met Sela (ZVK, 2011) - Een tweeling apart (2014) - Het wonder in de ander (RKK, 2014) - Bodar in het land van Franciscus (2014) - Een tweeling, apart (AVROTROS/EBU, 2014) - Museum Undercover (AVROTROS, 2014) - Bodar in het heilige land (RKK, 2015) - Waterstand (RTV Utrecht, 2015) - Voetballers dansen niet (NTR, 2015) - Bodar op zoek naar Benedictus (RKK, 2015) - Klaas kan alles (KRO-NCRV, 2015) - Sterren op het Doek (MAX, 2015) - Topdoks (EO, 2016) - De Viral Fabriek (Nickelodeon, 2018) - Het Klokhuis (NTR, 2018) - Bodar ontmoet Hildegard von Bingen (KRO-NCRV, 2018) |

### Drama
- Van Jonge Leu en Oale Groond (regiodrama, 2005-2008)
- De kindertelefoon (korte film, 2005)
- Geen bereik (korte film, 2007)
- Verborgen Verhalen (EO, 2009-2012)
- Volwassen worden (korte film, 2011)
- Je hoeft niet te doen alsof (korte film, 2011)
- SpangaS (NCRV, 2012)
- #Paradise9 (2014)
- Dat wat blijft (2015)
- #Forever (AVROTROS, 2018)

### Scenario
- 2k News (EO, 1999)
- Kromme Zaken (KOC Nederland)
- Prikkelende Delen (KOC Nederland)
- De Biechtstoel (KRO, 1996)
- Het feest van Plinter (KRO, 1997)
- Van jonge leu en oale groond (Nijenhuis en Delevita Film)
- Schouwspel (theaterwerkplaats Ode)
- Lauw (theaterwerkplaats Ode)
- TopStars (TROS, 2004)